# مارک گورسکی
مارک گورسکی (انگلیسی: Mark Gorski؛ زادهٔ ۶ ژانویهٔ ۱۹۶۰) دوچرخه‌سوار اهل ایالات متحده آمریکا است.
وی در مسابقات کشوری و بین‌المللی در مجموع برندهٔ ۱ مدال طلا، ۱ مدال نقره شده‌است.